# Huawei P8 Lite 2017

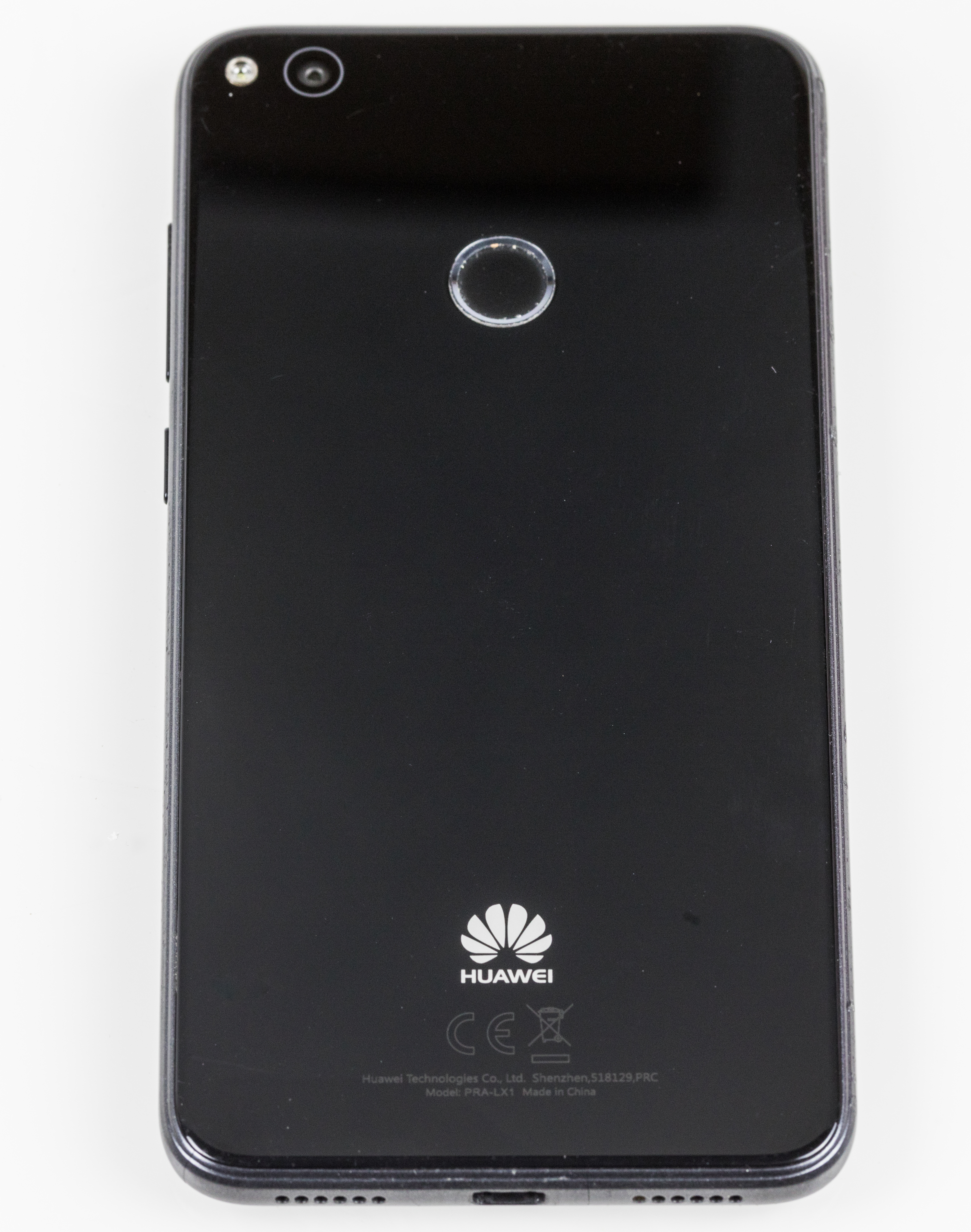
Retro di Huawei P8 Lite 2017

Il Huawei P8 Lite 2017 (conosciuto anche come Honor 8 Lite; Huawei Nova Lite; Huawei P9 Lite 2017; Huawei GR3 2017; Huawei GT3 2017) è uno smartphone prodotto da Huawei con sistema operativo Android 7.0. Si tratta di una riedizione del Huawei P8 Lite, uno degli smartphone più venduti da Huawei. È stato introdotto in Italia all'inizio del 2017, e si va a collocare nella fascia media degli smartphone.